# 伊克·兰德福格特
伊克·兰德福格特（德語：Ike Landvoigt，1973年9月19日—），德国男子赛艇运动员。他曾代表德国参加世界赛艇锦标赛，获得一枚金牌和一枚银牌。他也参加了1996年和2000年夏季奥运会。